# LCN1
LCN1 (англ. Lipocalin 1) – білок, який кодується однойменним геном, розташованим у людей на короткому плечі 9-ї хромосоми. Довжина поліпептидного ланцюга білка становить 176 амінокислот, а молекулярна маса — 19 250.
| 10         |  | 20         |  | 30         |  | 40         |  | 50         |
| ---------- |  | ---------- |  | ---------- |  | ---------- |  | ---------- |
| MKPLLLAVSL |  | GLIAALQAHH |  | LLASDEEIQD |  | VSGTWYLKAM |  | TVDREFPEMN |
| LESVTPMTLT |  | TLEGGNLEAK |  | VTMLISGRCQ |  | EVKAVLEKTD |  | EPGKYTADGG |
| KHVAYIIRSH |  | VKDHYIFYCE |  | GELHGKPVRG |  | VKLVGRDPKN |  | NLEALEDFEK |
| AAGARGLSTE |  | SILIPRQSET |  | CSPGSD     |  |            |  |            |

A: Аланін

C: Цистеїн

D: Аспарагінова кислота

E: Глутамінова кислота

F: Фенілаланін

G: Гліцин

H: Гістидин

I: Ізолейцин

K: Лізин

L: Лейцин

M: Метіонін

N: Аспарагін

P: Пролін

Q: Глутамін

R: Аргінін

S: Серин

T: Треонін

V: Валін

W: Триптофан

Задіяний у такому біологічному процесі, як транспорт. 
Секретований назовні.